# Saint-Palais-de-Négrignac
Saint-Palais-de-Négrignac è un comune francese di 398 abitanti situato nel dipartimento della Charente Marittima nella regione della Nuova Aquitania.

## Società

### Evoluzione demografica
Abitanti censiti